# Jürgen Seim
Jürgen Richard Seim  (* 2. Oktober 1932 in Betzdorf; † 20. Oktober 2022 in Taunusstein) war ein deutscher evangelischer Theologe.

## Leben
Seim studierte nach dem Abitur am Gymnasium in Betzdorf ab 1952 Evangelische Theologie in Wuppertal, Göttingen, Heidelberg und Bonn. In Düsseldorf legte er 1958 das Erste theologische Examen, 1960 das Zweite theologische Examen ab. 1961 wurde Seim in Betzdorf ordiniert. Das Vikariat führte ihn nach Troisdorf, Bergisch Gladbach und Wuppertal-Elberfeld. 1960 wurde er Studieninspektor am Reformierten Predigerseminar Elberfeld in Wuppertal. Von 1963 bis zu seiner Emeritierung 1994 war in Neuwied tätig, zunächst als 2. Pfarrer in Heddesdorf bis 1968, dann als Pfarrer der Johanneskirchengemeinde.
Jürgen Seim war langjähriges Mitglied im Ausschuss Christen und Juden der Evangelischen Kirche im Rheinland und Vorsitzender der Hans Iwand Stiftung. Die Kirchliche Hochschule Wuppertal verlieh Seim 2001 für seinen Einsatz in der Hans-Iwand-Forschung und die Veröffentlichung seiner Iwand-Biografie die Ehrendoktorwürde.

## Schriften (Auswahl)
- Hans Joachim Iwand: eine Biografie,  Gütersloher Verl.-Haus, Gütersloh 1999, ISBN 978-3-579-01844-7
- Die große Entdeckung: Geschichten von Jesus, Vandenhoeck und Ruprecht, Göttingen 1980, ISBN 978-3-525-61216-3